# Listrada
Listrada is een geslacht van vlinders van de familie van de Houtboorders (Cossidae), uit de onderfamilie van de Zeuzerinae. De wetenschappelijke naam en de beschrijving van dit geslacht werden voor het eerst in 2019 gepubliceerd door Artem Naydenov, Roman Viktorovitsj Jakovlev, Fernando Cesar Penco en Thomas Joseph Witt.
De naam van dit geslacht verwijst naar de streping op de vleugels van de typesoort. "Listrada" betekent "gestreept" in het Portugees.
Dit geslacht is monotypisch, dat wil zeggen dat het maar één soort heeft namelijk Listrada sulbaiana Naydenov, Yakovlev, Penco & Witt, 2019 uit Brazilië.